# Clepsydria histrio
Clepsydria histrio är en insektsart som beskrevs av Sjöstedt 1920. Clepsydria histrio ingår i släktet Clepsydria och familjen gräshoppor. Inga underarter finns listade i Catalogue of Life.